# Ексетер (Небраска)
Ексетер (англ. Exeter) — селище (англ. village) в США, в окрузі Філлмор штату Небраска. Населення — 523 особи (2020).

## Географія
Ексетер розташований за координатами 40°38′40″ пн. ш. 97°26′56″ зх. д. / 40.64444° пн. ш. 97.44889° зх. д. (40.644540, -97.448793).  За даними Бюро перепису населення США в 2010 році селище мало площу 1,64 км², уся площа — суходіл.

## Демографія
Згідно з переписом 2010 року, у селищі мешкала 591 особа в 236 домогосподарствах у складі 151 родини. Густота населення становила 360 осіб/км².  Було 283 помешкання (172/км²).
Расовий склад населення:
| - 98,6 % — білих - 0,3 % — корінних американців |

До двох чи більше рас належало 0,3 %. Частка іспаномовних становила 3,6 % від усіх жителів.
За віковим діапазоном населення розподілялося таким чином: 25,0 % — особи молодші 18 років, 54,5 % — особи у віці 18—64 років, 20,5 % — особи у віці 65 років та старші. Медіана віку мешканця становила 44,7 року. На 100 осіб жіночої статі у селищі припадало 92,5 чоловіків;  на 100 жінок у віці від 18 років та старших — 91,8 чоловіків також старших 18 років.
Середній дохід на одне домашнє господарство  становив 70 537 доларів США (медіана — 55 893), а середній дохід на одну сім'ю — 75 639 доларів (медіана — 64 531). Медіана доходів становила 44 792 долари для чоловіків та 31 667 доларів для жінок. За межею бідності перебувало 10,4 % осіб, у тому числі 12,3 % дітей у віці до 18 років та 9,2 % осіб у віці 65 років та старших.
Цивільне працевлаштоване населення становило 355 осіб. Основні галузі зайнятості: роздрібна торгівля — 21,1 %, освіта, охорона здоров'я та соціальна допомога — 21,1 %, будівництво — 16,9 %.